# Lacconectus baolocensis
Lacconectus baolocensis är en skalbaggsart som beskrevs av Michel Brancucci 2004. Lacconectus baolocensis ingår i släktet Lacconectus och familjen dykare. Inga underarter finns listade i Catalogue of Life.